# Valerianella stenocarpa
Valerianella stenocarpa är en kaprifolväxtart som först beskrevs av Georg George Engelmann och Samuel Frederick Gray, och fick sitt nu gällande namn av Krok. Valerianella stenocarpa ingår i släktet klynnen, och familjen kaprifolväxter. Inga underarter finns listade i Catalogue of Life.